# تری‌اتیل‌سیلان
تری‌اتیل‌سیلان (به انگلیسی: Triethylsilane) با فرمول شیمیایی C۶H۱۶Si یک ترکیب شیمیایی است. که جرم مولی آن ۱۱۶٫۲۸ g/mol می‌باشد. شکل ظاهری این ترکیب، مایع بی‌رنگ است.